# Tréteau

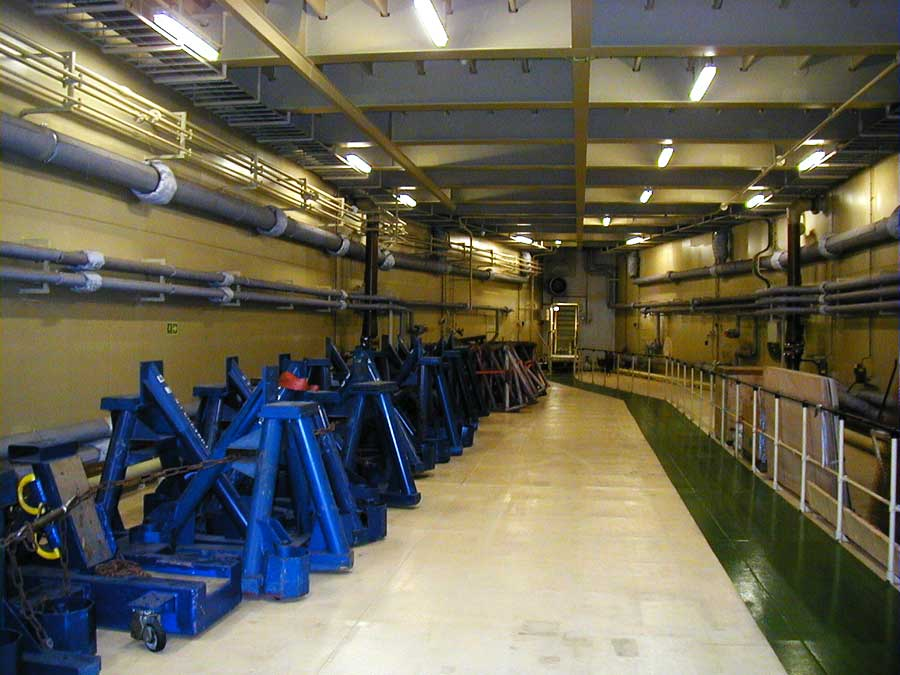
Des tréteaux métalliques dans un navire roulier, pour soutenir les remorques.

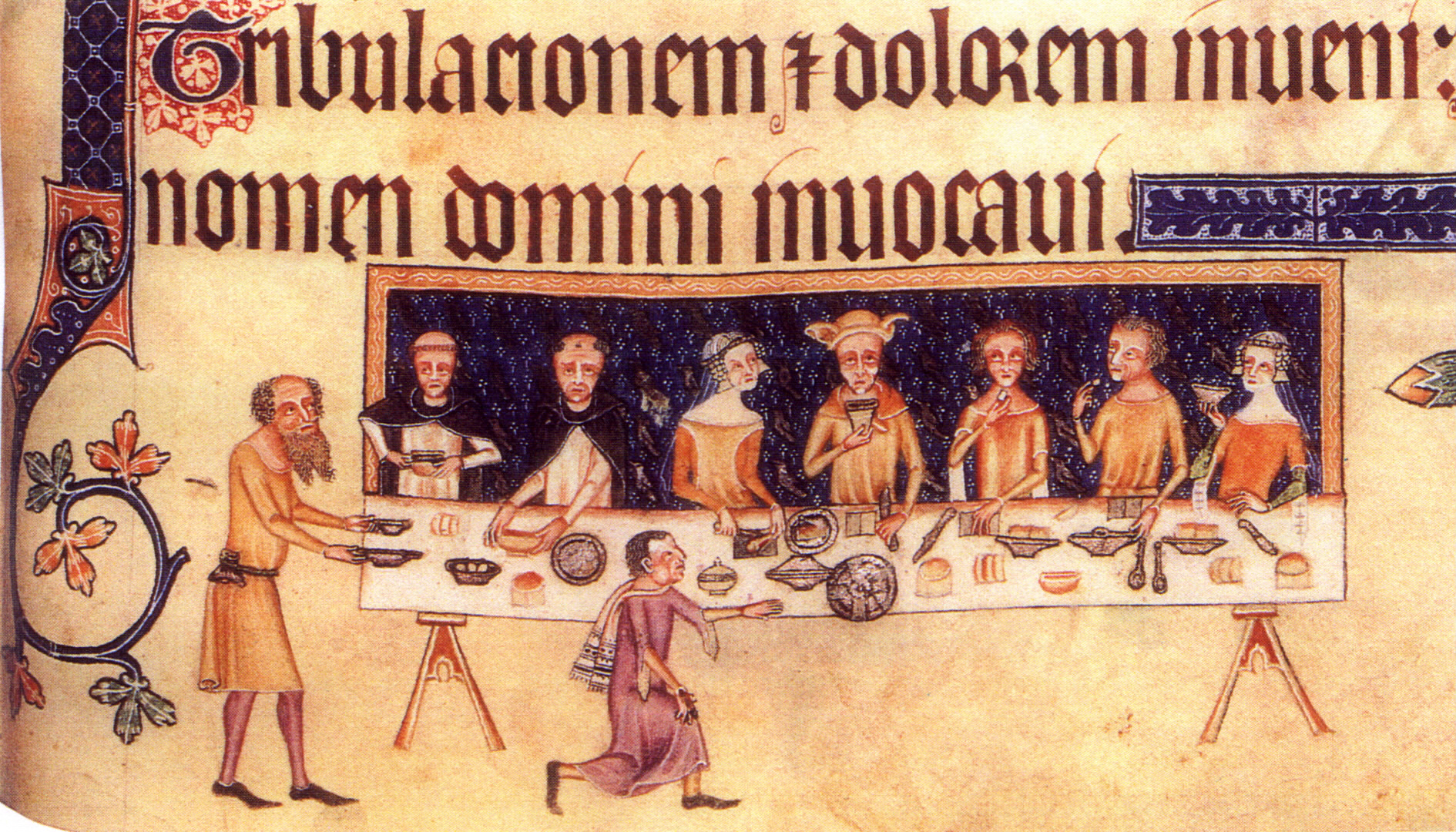
Banquet au XIVe siècle.

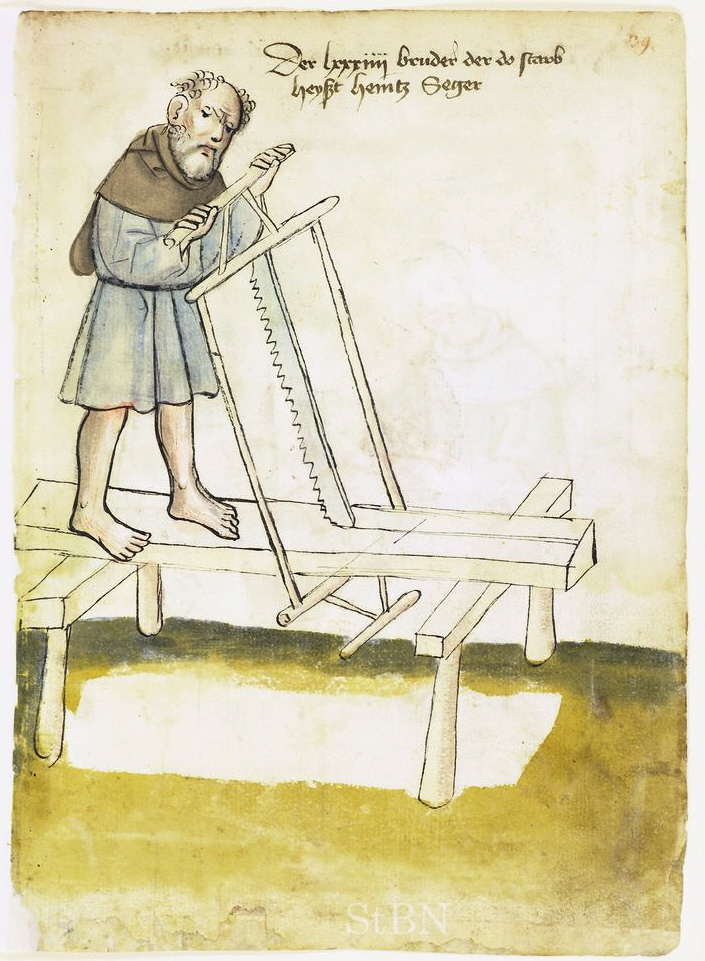
Tréteau de scieur de long

Un tréteau est un support utilisé pour une table ou pour un véhicule. Il est constitué d'une barre horizontale, supportée de chaque côté par deux pieds disposés en triangles.
Les tréteaux sont notamment utilisés pour disposer temporairement des tables à l'extérieur. Au Moyen Âge, la table à l'intérieur des demeures aristocratiques n'est qu'une simple planche posée sur deux tréteaux dans n'importe quelle pièce  et que l'on démonte après les repas. L'usage de manger sur des tables fixes ne se diffuse qu'à partir de la Renaissance tandis qu'une pièce dédiée, la salle à manger, n'apparaît qu'au XVIIIe siècle. Cette habitude médiévale de dresser la table sur des tréteaux trouve un écho dans l'expression métonymique « mettre » ou « dresser la table ».
Dans le transport maritime, on utilise des tréteaux métalliques sur les navires rouliers pour soutenir les remorques.
Au théâtre, les tréteaux désignent une estrade dressée en plein air, principalement sur les théâtres forains et, par extension, la scène elle-même.
Le scieur de long emploie un tréteau de scieur de long.